# Heinrich Fischer (Prälat)
Heinrich Fischer (* 2. Juli 1920 in Freising; † 6. Mai 2006 in Landshut) war ein deutscher römisch-katholischer Priester, Generalpräses des Kolpingwerkes und Stiftspropst in Landshut.

## Leben
Fischer studierte in Freising Theologie und empfing am 29. Juni 1950 die Priesterweihe. Danach war er als Kaplan in Schliersee und ab 1952 als Religionslehrer in Wolfratshausen tätig. Von 1954 bis 1961 wirkte er als Landespräses des bayrischen Kolpingwerkes. 1961 wurde er zum Generalpräses von Kolping International in Köln gewählt. Von 1972 bis 1993 war er als Stadtpfarrer und Stiftspropst von St. Martin in Landshut tätig. Seine letzte Ruhestätte hat Fischer in der Martinskirche in Landshut gefunden.

## Kolping-Generalpräses
Fischer gestaltete den Wandel des Kolpingwerkes nach dem Krieg. Seit 1962 können mit Einführung der neuen Gruppe „Jungkolping“ auch Jugendliche Mitglieder werden. 1964 wurde die erste Ferienstätte für Familien in Pfronten eröffnet und Ende der 1960er-Jahre wurden Kolping-Bildungswerke gegründet. Bahnbrechend war die Aufnahme von Frauen und Mädchen in den Verband im Jahre 1966. Mit der sogenannten „Aktion Brasilien“ fiel 1968 der Startschuss für eine eigenständige Entwicklungszusammenarbeit von Kolping. Im Wörishofener Programm von 1971 manifestierte sich das geänderte Selbstverständnis vom katholischen Gesellenverein hin zu einer katholischen Bildungs- und Aktionsgemeinschaft mit einem bereits 1969 abgelegten klaren Bekenntnis zu einem geeinten Europa. Nach der Zerstörung im Zweiten Weltkrieg wurde 1971 am Grundstück St. Apern-/Helenenstraße in Köln der Neubau des Kolpinghauses International, eine Wohn- und Bildungsstätte für junge Berufstätige aus aller Welt, eingeweiht.

## Auszeichnungen
- Päpstlicher Geheimkämmerer
- Prälat-Heinrich-Fischer-Platz in Landshut